# Bou Hanifia
Bou Hanifia là một đô thị thuộc tỉnh Mascara, Algérie. Dân số thời điểm năm 2002 là 16.953 người.